# Albo d'oro del campionato kazako di calcio
La pagina elenca le squadre vincitrici del massimo livello della Qazaqstan Prem'er Ligasy, istituita per la prima volta nel 1992 dopo la dissoluzione dell'Unione Sovietica.

## Albo d'oro
| Anno | Vincitore             | Secondo             | Capocannoniere                                              |
| ---- | --------------------- | ------------------- | ----------------------------------------------------------- |
| 1992 | Qairat (1)            | Fosfor Džambul      | Sergei Kogai (Qaýsar) (21)                                  |
| 1993 | Ansat (1)             | Batır               | Aleksandr Shmarikov (Taraz) (28)                            |
| 1994 | Elimaı (1)            | Ansat               | Oleg Lïtvïnenko (Taraz) (20)                                |
| 1995 | Elimaı (2)            | Taraz               | Andrei Miroshnichenko (Elimaý) (23)                         |
| 1996 | Taraz (1)             | Ertis               | Viktor Antonov (Ertis) (21)                                 |
| 1997 | Ertis (2)             | Taraz               | Oleh Boskoboýnikov (16)                                     |
| 1998 | Elimaı (3)            | Batır               | Oleg Lïtvïnenko (Elimaý) (23)                               |
| 1999 | Ertis (3)             | Aksess-Esil         | Rejepmyrat Agabaýew (Qaýrat) (24)                           |
| 2000 | Jeñis (1)             | Aksess-Golden Greýn | Nilton Pereira Mendes (Ertis) (21)                          |
| 2001 | Jeñis (2)             | Atyrau              | Arsen Tlekhugov (Jeñis) (30)                                |
| 2002 | Ertis (4)             | Atyrau              | Yevgeny Lunev (Şaxter Qaraǧandy) (16)                       |
| 2003 | Ertis (5)             | Tobyl               | Andrei Finonchenko (Şaxter Qaraǧandy) (18)                  |
| 2004 | Qairat (2)            | Ertis               | Arsen Tlekhugov (Qaýrat) (22) Ulugbek Bakayev (Tobıl) (22)  |
| 2005 | Aqtöbe (1)            | Tobyl               | Murat Tileşev (Ertis) (20)                                  |
| 2006 | Astana 1964 (3)       | Aqtöbe              | Jafar Irismetov (Almatı) (17)                               |
| 2007 | Aqtöbe (2)            | Tobyl               | Jafar Irismetov (Almatı) (17)                               |
| 2008 | Aqtöbe (3)            | Tobyl               | Murat Tileşev (Ertis) (13)                                  |
| 2009 | Aqtöbe (4)            | Lokomotıv Astana    | Murat Tileşev (Aqtöbe) (20) Wladimir Baýramow (Tobıl) (20)  |
| 2010 | Tobyl (1)             | Aqtöbe              | Ulugbek Bakayev (Tobıl) (16)                                |
| 2011 | Shahter Qaraǵandy (1) | Jetisý              | Ulugbek Bakayev (Jetisw) (18)                               |
| 2012 | Shahter Qaraǵandy (2) | Ertis               | Ulugbek Bakayev (Jetisw) (14)                               |
| 2013 | Aqtöbe (5)            | Astana              | Ihar Zjan'kovič (Aqjaýıq e Şaxter Qaraǧandy) (15)           |
| 2014 | Astana (1)            | Aqtöbe              | Foxi Kéthévoama (Astana) (15)                               |
| 2015 | Astana (2)            | Qairat              | Gerard Gohou (Qaýrat) (22)                                  |
| 2016 | Astana (3)            | Qairat              | Gerard Gohou (Qaýrat) (21)                                  |
| 2017 | Astana (4)            | Qairat              | Gerard Gohou (Qaýrat) (24)                                  |
| 2018 | Astana (5)            | Qairat              | Marcos Pizzelli (Aqtöbe) (18)                               |
| 2019 | Astana (6)            | Qairat              | Marin Tomasov (Astana) (19) Aderinsola Eseola (Qaýrat) (19) |
| 2020 | Qairat (3)            | Tobyl               | João Paulo (Ordabası) (12)                                  |
| 2021 | Tobyl (2)             | Astana              | Marin Tomasov (Astana) (17)                                 |
| 2022 | Astana (7)            | Aqtöbe              | Pedro Eugénio (Astana) (18)                                 |
| 2023 | Ordabasy (1)          | Astana              | João Paulo (Qaırat) (17)                                    |

## Titoli per squadra
| Club              | Titoli | Anni                                     |
| ----------------- | ------ | ---------------------------------------- |
| Astana            | 7      | 2014, 2015, 2016, 2017, 2018, 2019, 2022 |
| Ertis             | 5      | 1993, 1997, 1999, 2002, 2003             |
| Aqtöbe            | 5      | 2005, 2007, 2008, 2009, 2013             |
| Elimaı            | 3      | 1994, 1995, 1998                         |
| Jeñis             | 3      | 2000, 2001, 2006                         |
| Qairat            | 3      | 1992, 2004, 2020                         |
| Shahter Qaraǵandy | 2      | 2011, 2012                               |
| Tobyl             | 2      | 2010, 2021                               |
| Taraz             | 1      | 1996                                     |